# Hradište (Banská Bystrica)
Hradište (in ungherese Várkút) è un comune della Slovacchia facente parte del distretto di Poltár, nella regione di Banská Bystrica.